# Gehöft Unter den Linden 11 (Ketzür)
Das Gehöft in der Straße Unter den Linden 11, in der Gemeinde Beetzseeheide, im Ortsteil Ketzür ist ein unter Denkmalschutz stehendes Bauernhaus mit zugehörigen Stall- beziehungsweise Scheunenanlagen.

## Bauwerk
Das Wohnhaus des Baudenkmals ist ein Putzbau in gelbem Anstrich. Das Haus besitzt ein Keller-, Erd- und Dachgeschoss. Der Sockel ist aus unverputzten Klinkern gemauert. Auffälligstes Bauelement der zur Straße gewandten Fassade ist ein Mittelrisalit mit einem schlicht profiliert umrandeten Dreiecksgiebel und jeweils zwei Fenster im Erd- und Dachgeschoss. Die Fenster im Erdgeschoss sind flach verdacht, die im Dachgeschoss lediglich profiliert umrandet. Beidseits des Risalits befindet sich jeweils ein dreiflügliges Sprossenfenster. Die Überdachung der Fenster zweigt einen zentralen Dreiecksgiebel. Das Traufgesims ist schlicht und lediglich profiliert.
Die südöstliche Hausecke schließt an ein nicht zum Gebäudekomplex gehörendes Nachbarhaus an. Die westliche Außenwand besitzt einen unprofilierten Dreiecksgiebel. Das Traufgesims der Vorder- und der Rückseite greift als Giebelohr jeweils auf die Außenwand. Zwei Fenster und ein über eine Treppe zu erreichender Eingang sind flach verdacht. Das Hausdach ist ein Satteldach, welches mit rötlichen Biberschwänzen eingedeckt ist.
Das nördliche Stall- beziehungsweise Scheunengebäude des Gehöfts ist ein Fachwerkbau mit großen, hölzernen Scheunentoren und Sprossenfenstern. Auf dem Dach ist großflächig eine Solaranlage installiert. Der westliche Stall wurde vorrangig aus gelblichen Klinkern gemauert. Er ist unverputzt. Die Fenster und Türen sind segmentbogig gestaltet. Ein mit roten Ziegelsteinen gemauerter Zahnfries zieht sich zwischen zwei Stockwerken und unter der Traufe beziehungsweise als unterer Abschluss eines Dreiecksgiebels um das Gebäude. Zentral im südlichen Giebel wurde eine kreisrunde Blende eingearbeitet. Das Dach ist mit roten Biberschwänzen eingedeckt.

## Galerie

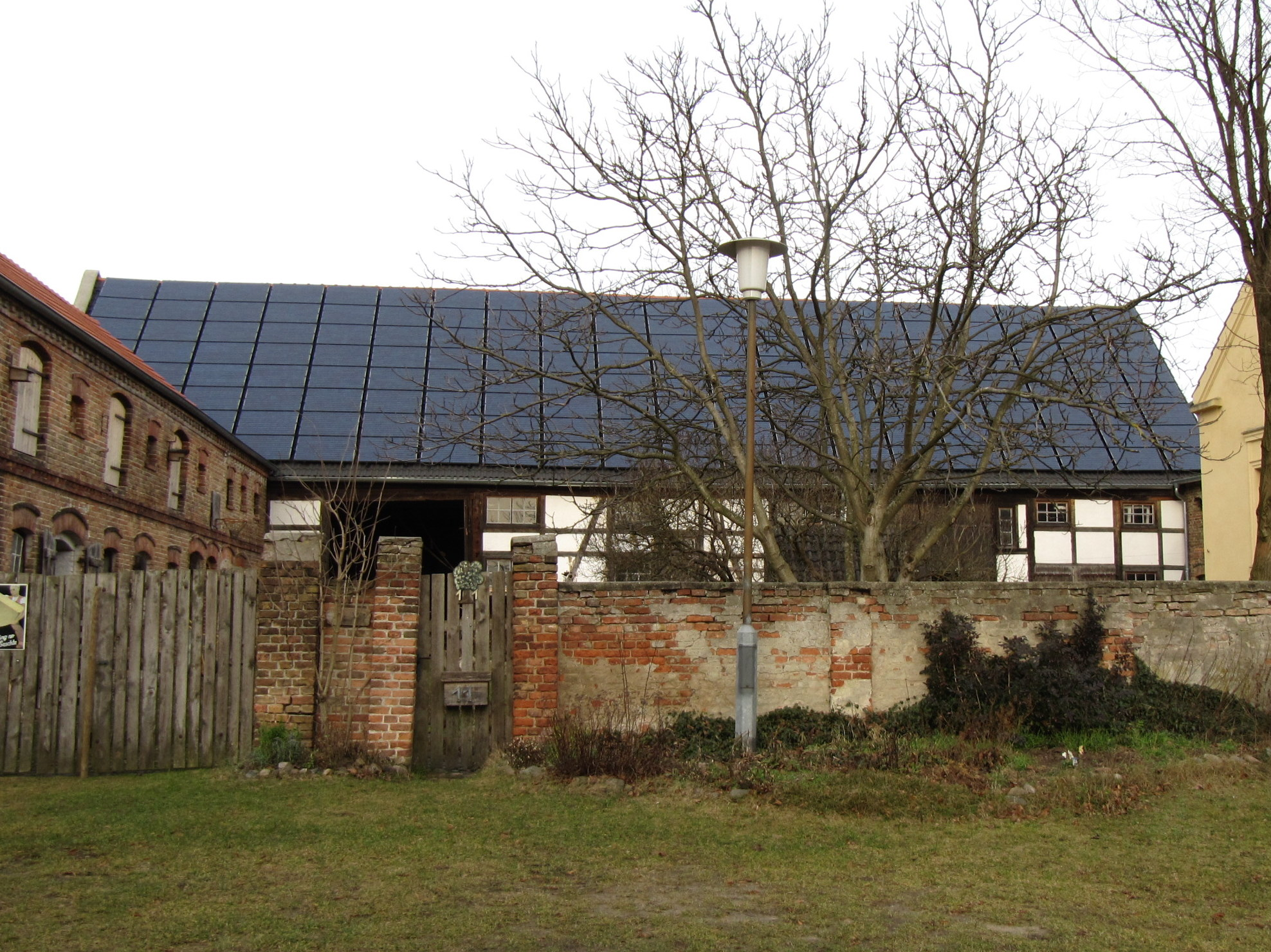
Nördliches Scheunengebäude
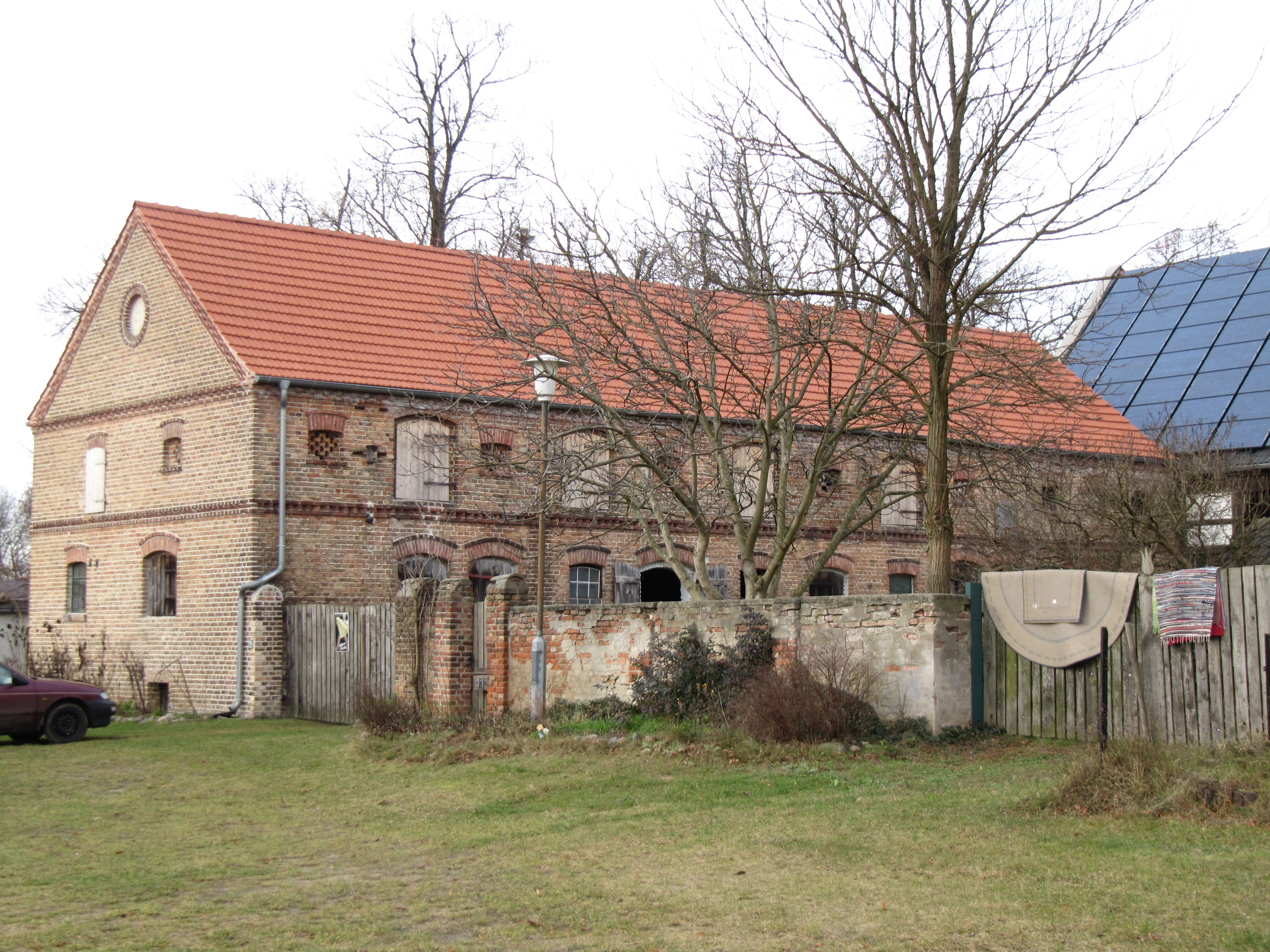
Westlicher Stall